# Gare de Munchhausen
La gare de Munchhausen est une gare ferroviaire française de la ligne de Strasbourg à Lauterbourg située sur le territoire de la commune de Munchhausen dans la collectivité européenne d'Alsace, en région Grand Est.
C'est une halte voyageurs de la Société nationale des chemins de fer français (SNCF) du réseau TER Grand Est, desservie par des trains express régionaux.

## Situation ferroviaire
Établie à  119 mètres d'altitude, la gare de Munchhausen est située au point kilométrique (PK) 49,569 de la ligne de Strasbourg à Lauterbourg, entre les gares de Seltz et de Mothern.

## Histoire
En mars 2013, la fréquentation en voyageurs de la gare est de 55 montants et 47 descendus des trains.

## Fréquentation
De 2015 à 2023, selon les estimations de la SNCF, la fréquentation annuelle de la gare s'élève aux nombres indiqués dans le tableau ci-dessous.
| Année     | 2015  | 2016  | 2017  | 2018  | 2019  | 2020  | 2021  | 2022  | 2023  |
| --------- | ----- | ----- | ----- | ----- | ----- | ----- | ----- | ----- | ----- |
| Voyageurs | 3 784 | 3 908 | 2 877 | 2 943 | 4 481 | 2 518 | 2 949 | 2 653 | 3 227 |

## Service des voyageurs

### Accueil
Halte SNCF, c'est un point d'arrêt non géré (PANG) à accès libre. Elle dispose de deux quais avec chacun un abri.
La voie et la gare sont au fond d'une tranchée, la traversée des voies et le passage d'un quai à l'autre s'effectuent par le pont routier de la rue de la gare accessible par des rampes.

### Desserte
Munchhausen est une halte voyageurs du réseau TER Grand Est, desservie par des trains express régionaux de la relation : Strasbourg-Ville - Lauterbourg.

### Intermodalité
Un parc pour les vélos et un parking pour les véhicules y sont aménagés.